# Neritan Ceka
Neritan Ceka (født 11. februar 1941) er en albansk politiker og arkæolog.

## Karriere som arkæolog
Ceka begyndte sin offentlige karriere som universitetsforsker, skrev disputats og blev professor ved Tiranas Universitet.

## Engagerede sig i politik. Medlem af Demokraterne. Uoverens med Sali Berisha
Ved Hoxha-styrets sammenbrud engagerede han sig i politik og var til at begynde med medlem af Demokraterne.
Neritan Ceka kom tidligt uoverens med Sali Berisha, trådte ud af Demokraterne og etablerede – sammen med andre – et nyt parti, Demokratisk Alliance.

## Samarbejde med venstrefløjen. Genvalg i 2005. Afviste følerier fra Demokraterne
Demokratisk Alliance har gennem nogle år samarbejdet med venstrefløjen, herunder med Socialisterne. Skulle man sammenligne partiet med et dansk parti kunne det være det Radikale Venstre, som man også har kontakt til og har besøgt så sent som i januar 2006.
Neritan Ceka har opnået at blive formand for det faste parlamentsudvalg om nationale sikkerhedsspørgsmål.
Ceka blev genvalgt ved valget i sommeren 2005, ikke på et kredsmandat, for sådanne opnås – med enkelte undtagelser – kun af de to største partier, Demokraterne og Socialisterne, men på et såkaldt proportionelt mandat.
Trods uformelle henvendelser fra Demokraterne i sensommeren 2005, besluttede Neritan Ceka og hans parti fortsat at holde sig til venstre og – i modsætning til det borgerlige nydemokratiske parti under ledelse af Genc Pollo – ikke at indgå i et regeringssamarbejde med Sali Berisha. 
Genc Pollo og hans parti er også sprunget ud fra Demokraterne.
Muligvis spiller personlige overvejelser en stor rolle, for det er Cekas opfattelse at Sali Berisha er meget egenrådig, og at et politisk samarbejde – alene af dén grund – ikke kan komme på tale.